# Kool G Rap
Kool G Rap, właśc. Nathaniel Wilson (ur. 20 lipca 1968 w Queens, Nowy Jork) – amerykański raper reprezentujący styl hardcore. Na początku kariery współpracował z grupą Juice Crew. Nagrał trzy albumy z DJ-em Polo.

## Dyskografia

### Albumy solowe
- 4, 5, 6 (1995)
- Roots of Evil (1998)
- The Giancana Story (2002)
- Half a Klip (2008)
- Riches, Royalty, Respect (2011)[1]

### Kool G Rap & DJ Polo
- Road to the Riches (1989)
- Wanted: Dead or Alive (1990)
- Live and Let Die (1992)

### Kool G Rap & 5 Family Click
- Click of Respect (2003)

### Kompilacje
- Killer Kuts (1994)
- Rated XXX (1996)
- The Best of Cold Chillin’: Kool G Rap & DJ Polo (2000)
- Greatest Hits (2002)

## Filmografia
- 2005: Block Party jako on sam
- 2002: Brown sugar jako on sam
- 2002: Black Picket Fence jako on sam